# Rotemburgo do Wümme
Rotemburgo do Wümme (em alemão: Rotenburg an der Wümme) é uma cidade da Alemanha localizada no distrito de Rotemburgo, estado de Baixa Saxônia.